# Polycirrus kerguelensis
Polycirrus kerguelensis är en ringmaskart som först beskrevs av McIntosh 1885.  Polycirrus kerguelensis ingår i släktet Polycirrus och familjen Terebellidae.
Artens utbredningsområde är havet kring Nya Zeeland. Inga underarter finns listade i Catalogue of Life.